# Renville County (Minnesota)
 For alternative betydninger, se Renville County. (Se også artikler, som begynder med Renville County)
Renville County er et county i den amerikanske delstat Minnesota. Renville County ligger i den sydvestlige del af delstaten og grænser op til Kandiyohi County i nord, Meeker County i nordøst, McLeod County i øst, Sibley County i sydøst, Nicollet County i syd, Brown County og Redwood County i sydvest, Yellow Medicine County i vest og mod Chippewa County i nordvest.
Renville Countys totale areal er 2.557 km² hvoraf 11 km² er vand, og havde i 2000 17.154 indbyggere. Administrativt centrum ligger i byen Olivia.
Renville County har fået sit navn efter Joseph Renville.
44°43′N 94°58′V / 44.72°N 94.96°V